# وایات (میزوری)
وایات (به انگلیسی: Wyatt) یک شهر در ایالات متحده آمریکا است که در شهرستان میسیسیپی، میزوری واقع شده‌است. وایات ۳٫۱۹ کیلومتر مربع مساحت و ۳۱۹ نفر جمعیت دارد و ۹۶ متر بالاتر از سطح دریا قرار دارد.